# Cult of Luna (álbum)
Cult of Luna es el primer álbum de la banda sueca de post-metal Cult of Luna lanzado en el año 2001. Originalmente lanzado a través del sello discográfico Rage of Achilles, fue relanzado posteriormente por Earache Records después de haber firmado contrato con la banda.

## Lista de canciones
Todas las canciones escritas por Cult of Luna

| N.º | Título                    | Duración |  |
| 1.  | «The Revelation Embodied» | 7:45     |  |
| 2.  | «Hollow»                  | 9:59     |  |
| 3.  | «Dark Side of the Sun»    | 3:13     |  |
| 4.  | «Sleep»                   | 14:01    |  |
| 5.  | «To Be Remembered»        | 5:56     |  |
| 6.  | «Beyond Fate»             | 8:45     |  |
| 7.  | «101»                     | 1:42     |  |
| 8.  | «The Sacrifice»           | 9:05     |  |

## Créditos
Integrantes
- Marco Hildèn – batería y percusiones
- Magnus Lindberg – Sampler, guitarra, ingeniería (audio)
- Erik Olofsson – guitarra
- Johannes Persson – guitarra, voz
- Klas Rydberg – voz
- Axel Stattin – bajo

Otros
- Mats Hammarström – ingeniería, mezclas y piano
- Pelle Henricsson – masterización
- Jan Jämte – voces adicionales
- Jonathan Leijonhufvud – arte y diseño
- Lovisa Nyström – chelo
- Jonas Rosén – voces adicionales